# Yohann Ndoye-Brouard
Yohann Ndoye-Brouard (* 29. November 2000 in Chambéry) ist ein französischer Schwimmer. Bei Olympischen Spielen erschwamm er eine Bronzemedaille. Er gewann bis 2024 bei Europameisterschaften einmal Gold, zweimal Silber und einmal Bronze auf der 50-Meter-Bahn und einmal Silber auf der 25-Meter-Bahn.

## Sportliche Karriere
Ndoye-Brouard lernte im Alter von zwei Jahren Schwimmen und trat mit sechs Jahren seinem ersten Verein bei. Er schwamm 2024 für die Dauphins D’Annecy. Ndoye-Brouard studierte Kinesiologie am Institut national du sport, de l’expertise et de la performance in Paris.

### Vom Karrierebeginn bis 2021 mit der ersten Olympiateilnahme
Bei den Junioren-Europameisterschaften 2018 schied Ndoye-Brouard über 100 Meter und über 200 Meter Rücken im Halbfinale aus. Nur mit der Mixed-Lagenstaffel schwamm er im Finale und belegte den siebten Platz. 2019 gewann Yohann Ndoye-Brouard seinen ersten französischen Meistertitel. Bei der Universiade 2019 in Neapel wurde er Zweiter über 100 Meter Rücken und Sechster mit der Lagenstaffel. Im Dezember 2019 bei den Kurzbahneuropameisterschaften in Glasgow schied er über 100 und 200 Meter Brust im Vorlauf aus.
Wegen der COVID-19-Pandemie fanden 2020 keine internationalen Meisterschaften statt. Im Mai 2021 wurden in Budapest die eigentlich für 2020 vorgesehenen Europameisterschaften nachgeholt. Nachdem Ndoye-Brouard über 50 Meter Rücken im Halbfinale ausgeschieden war, erreichte er über 100 Meter Rücken das Finale. Hier siegte der Rumäne Robert Glință mit 0,02 Sekunden Vorsprung vor dem Spanier Hugo González. 0,07 Sekunden hinter dem Spanier schlugen der Grieche Apostolos Christou und Yohann Ndoye-Brouard zeitgleich an, beide erhielten eine Bronzemedaille. Über 200 Meter Rücken wurde Ndoye-Brouard Vierter mit 0,04 Sekunden Rückstand auf den drittplatzierten Schweizer Roman Mityukov. Die 4-mal-100-Meter-Lagenstaffel mit Ndoye-Brouard, Théo Bussiere, Mehdy Metella und Maxime Grousset erreichte den fünften Platz. Zwei Monate später fanden die ebenfalls aus dem Jahr 2020 verschobenen Olympischen Spiele in Tokio statt. Über 100 Meter Rücken wurde Ndoye-Brouard im Halbfinale disqualifiziert. Über 200 Meter Rücken verfehlte er als Neunter des Halbfinales die Finalteilnahme um 0,15 Sekunden. Die 4-mal-100-Meter-Lagenstaffel mit Ndoye-Brouard, Antoine Viquerat, Léon Marchand und Mehdy Metella verfehlte den Finaleinzug mit der zehntbesten Vorlaufzeit um über eine Sekunde. Ende 2021 bei den Kurzbahnweltmeisterschaften in Abu Dhabi wurde Ndoye-Brouard Sechster über 200 Meter Rücken.

### 2022 bis 2024 mit der olympischen Bronzemedaille
Wegen der Verschiebung der für 2020 geplanten Meisterschaften nach 2021 wurden die für 2021 geplanten Meisterschaften nach 2022 verlegt. Zusammen mit den für 2022 regulären Meisterschaften führte dies 2022 zu einem sehr gedrängten Terminplan. Im Juni 2022 fanden die Weltmeisterschaften in Budapest statt. Über 100 Meter Rücken belegte Yohann Ndoye-Brouard den vierten Platz, er hatte aber eine halbe Sekunde Rückstand auf die Medaillenränge. Über 200 Meter Rücken und über 50 Meter Rücken schied er jeweils im Halbfinale aus. Die Lagenstaffel mit Ndoye-Brouard, Antoine Viquerat, Léon Marchand und Maxime Grousset belegte den fünften Platz. Anderthalb Monate später bei den Europameisterschaften in Rom siegte Ndoye-Brouard über 200 Meter Rücken mit 0,41 Sekunden Vorsprung vor dem Ungarn Benedek Kovács. Über 50 Meter Rücken belegte der Franzose den siebten Platz. Über 100 Meter Rücken gewann der Italiener Thomas Ceccon vor dem Griechen Apostolos Christou, Ndoye-Brouard hatte als Drittplatzierter sowohl zum Zweiten als auch zum Vierten über eine halbe Sekunde Abstand. Zum Abschluss erreichte die Männer-Lagenstaffel in der Besetzung Yohann Ndoye-Brouard, Antoine Viquérat, Clément Secchi und Maxime Grousset den zweiten Platz. Mewen Tomac und Charles Rihoux erhielten für ihren Vorlaufeinsatz ebenfalls Silber in der Lagenstaffel. Ende 2022 fanden in Melbourne die Kurzbahnweltmeisterschaften 2022 statt. Ndoye-Brouard wurde Achter über 100 Meter Rücken. Die 4-mal-50-Meter-Lagenstaffel belegte den fünften Platz, hier war Ndoye-Brouard nur im Vorlauf dabei. Schließlich wurde er Vierter über 200 Meter Rücken mit 0,78 Sekunden Rückstand auf den drittplatzierten Italiener Lorenzo Mora.
Ende Juli 2023 bei den Weltmeisterschaften in Fukuoka wurde Ndoye-Brouard Fünfter über 100 Meter Rücken. Die 4-mal-100-Meter-Lagenstaffel mit Yohann Ndoye-Brouard, Léon Marchand, Maxime Grousset und Hadrien Salvan belegte den vierten Platz, wobei im Vorlauf Mewen Tomac eingesetzt worden war. Ende des Jahres bei den Kurzbahneuropameisterschaften in Otopeni siegte Mewen Tomac über 100 Meter Rücken mit 0,24 Sekunden vor Ndoye-Brouard, die beiden zeitgleichen Dritten schlugen 0,08 Sekunden nach Ndoye-Brouard an. Über 200 Meter Rücken wurde Ndoye-Brouard Fünfter.
Bei den Olympischen Spielen 2024 in Paris wurde Yohann Ndoye-Brouard über 100 Meter Rücken Siebter, nachdem Mewen Tomac im Halbfinale ausgeschieden war. Über 200 Meter Rücken erreichte Tomac das Finale, für Ndoye-Brouard war im Halbfinale Schluss. Die Lagenstaffel mit Yohann Ndoye-Brouard, Léon Marchand, Clément Secchi und Rafael Fente-Damers erreichte das Finale mit der schnellsten Vorlaufzeit. Im Endlauf schwammen Ndoye-Brouard, Marchand, Grousset und Florent Manaudou drei Sekunden schneller als die Vorlaufstaffel. Damit wurden die Franzosen Dritte hinter dem Chinesen und dem US-Team, das 0,37 Sekunden vor den Franzosen anschlug. Die Mixed-Lagenstaffel mit Yohann Ndoye-Brouard, Léon Marchand, Marie Wattel und Béryl Gastaldello wurde Vierte mit 2,2 Sekunden Rückstand auf die drittplatzierte australische Staffel.